# Чин Сон Ю
Чин Сон Ю (кор. 진선유, 陳善有, англ. Jin Sun Yu, р.17 декабря 1988 года в г.Тэгу, провинция Кёнсан-Пукто) — южнокорейская шорт-трекистка, трёхкратная  Олимпийская чемпионка 2006 года, 11-кратная чемпионка мира.

## Спортивная карьера
Чин Сон Ю, родившаяся в Тэгу, случайно попала на каток, когда училась в первом классе начальной школы при Национальном университете Кёнпук, и увлеклась катанием. Когда она была первокурсником в средней школе Квангмуна, ей исполнилось 15 лет. Возрастной предел для участия в старших классах был превышен и хотя она никогда не участвовала в юношеских соревнованиях, её взяли в национальную команду, заняв первое место в отборе национальной сборной в апреле 2004 года. Впервые выступила на международном уровне в феврале 2005 года на этапе Кубка мира в Будапеште и сразу взяла золото на 1500 м и бронзу на 1000 м. 
В марте стала обладательницей двух золотых, серебряной и бронзовой медалей чемпионата мира в Пекине, а также золотой медали чемпионата мира среди команд в Чхунчхоне. Она училась в средней школе для девочек Кёнбук и перешла в среднюю школу Квангмун, а 13 ноября участвовала на Кубке мира в Бормио и установила мировой рекорд побив рекорд, установленный Ван Мэн.
В 2006 году на Олимпийских играх в Турине завоевала три золотые медали; в финале "А" на дистанции 1000 м борьба развернулась между двумя китаянками и двумя кореянками. Китаянка Ван Мэн лидировала большую часть гонки, а кореянки предпочли сидеть за спиной. За два круга до финиша Чин Сон Ю и Чхве Ын Гён сделали свой ход, захватив лидерство. Чин держалась первой до финиша, в то время как Чхве потеряла второе место, в последний момент её обошла Ван Мэн. Затем Чхве также потеряла третье место, когда ее дисквалифицировали за помехи сопернице, отдав бронзу китаянке Ян Ян (A). Она стала первым корейским спортсменом, выигравшим три золотые медали в шорт-треке на одних Олимпийских играх.
На 1500 м в финале вновь бежали кореянки и китаянка Ван Мэн, между которыми и развернулась борьба. Чин Сон Ю вновь оказалась сильнее и выиграла второе золото, Чхве Ын Гён наконец стала второй, а третье место досталось Ван Мэн. Третью золотую медаль Чин выиграла в эстафете вместе с Чхве Ын Гён, Кан Юн Ми, Пён Чхон Са и Чон Да Хе.
После игр стала обладательницей четырёх золотых медалей чемпионата мира в Миннеаполисе, в том числе стала двукратной абсолютной чемпионкой мира, тогда же стала обладательницей золотой медали командного чемпионата мира в Монреале. В сезоне 2006/07 годов Чин выиграла общий зачёт кубка мира, 
В январе 2007 на зимних Азиатских играх в Чанчуне выиграла золотую и две серебряные медали, а в марте завоевала четыре золотых и одну серебряную медали чемпионата мира в Милане, и третий раз выиграла общий индивидуальный зачёт, также в очередной раз выиграла золотую медаль чемпионата мира среди команд в Будапеште. На кубке мира с 2005 по 2008 год выиграла 26 золотых, 13 серебряных и 15 бронзовых медалей.
В том же 2007 году поступила в Данкукский университет по специализации физическое воспитание. Во время 6 этапа Кубка мира в декабре сезона 2007/08 годов она получила травмы как внешней, так и внутренней связок правой лодыжки. В результате на Зимних национальных игры, в которых она участвовала в феврале 2008 года, стали последними соревнованиями. После окончания университета Данкук она получила степень бакалавра и объявила о завершении активной карьеры. 1 апреля 2011 года она была назначена тренером по шорт-треку. Дальше обучалась на Кафедре спортивного маркетинга в Высшей школе спортивных наук Университета Данкук и окончила со степенью магистра. На зимних Олимпийских играх 2018 года в Пхёнчхане работала комментатором.